# OR7C2
OR7C2 (англ. Olfactory receptor family 7 subfamily C member 2) – білок, який кодується однойменним геном, розташованим у людей на короткому плечі 19-ї хромосоми. Довжина поліпептидного ланцюга білка становить 319 амінокислот, а молекулярна маса — 35 323.
| 10         |  | 20         |  | 30         |  | 40         |  | 50         |
| ---------- |  | ---------- |  | ---------- |  | ---------- |  | ---------- |
| MERGNQTEVG |  | NFLLLGFAED |  | SDMQLLLHGL |  | FLSMYLVTII |  | GNLLIILTIS |
| SDSHLHTPMY |  | FFLSNLSFAD |  | ICFTSTTVPK |  | MLVNIQTQSK |  | MITFAGCLTQ |
| IFFFIAFGCL |  | DNLLLTMTAY |  | DRFVAICYPL |  | HYTVIMNPRL |  | CGLLVLGSWC |
| ISVMGSLLET |  | LTILRLSFCT |  | NMEIPHFFCD |  | PSEVLKLACS |  | DTFINNIVMY |
| FVTIVLGVFP |  | LCGILFSYSQ |  | IFSSVLRVSA |  | RGQHKAFSTC |  | GSHLSVVSLF |
| YGTGLGVYLS |  | SAVTPPSRTS |  | LAASVMYTMV |  | TPMLNPFIYS |  | LRNKDMKGSL |
| GRLLLRATSL |  | KEGTIAKLS  |  |            |  |            |  |            |

A: Аланін

C: Цистеїн

D: Аспарагінова кислота

E: Глутамінова кислота

F: Фенілаланін

G: Гліцин

H: Гістидин

I: Ізолейцин

K: Лізин

L: Лейцин

M: Метіонін

N: Аспарагін

P: Пролін

Q: Глутамін

R: Аргінін

S: Серин

T: Треонін

V: Валін

W: Триптофан

Кодований геном білок за функціями належить до рецепторів, g-білокспряжених рецепторів, білків внутрішньоклітинного сигналінгу. 
Локалізований у клітинній мембрані, мембрані.